# Witold Gyurkovich
Witold Gyurkovich (ur. 1933 w Podgórzu, zm. 30 sierpnia 2023 w Poznaniu) – polski architekt, profesor, nauczyciel akademicki. Autor wielu projektów architektury wystaw, architektury wnętrz, wzorów mebli i form wikliniarskich.

## Życiorys
Studiował w Państwowej Wyższej Szkole Sztuk Plastycznych w Poznaniu, gdzie w 1958 uzyskał dyplom na Wydziale Architektury Wnętrz. W 1966 otrzymał stypendium rządu włoskiego, które realizował w pracowni prof. Franco Albiniego w Mediolanie. Od 1970 prowadził Ogólnopolskie Plenery Wikliniarskie. W 1980 zorganizował Międzynarodowe Triennale Mebla w Poznaniu.
W 1991 otrzymał tytuł profesora zwyczajnego. W latach 1987–1990 pełnił funkcję rektora uczelni. W latach 1990–93 Przewodniczący Sekcji Plastyki w Radzie Głównej Szkolnictwa Wyższego. Przez wiele lat kierował Pracownią Projektowania Wystaw na Wydziale Architektury i Wzornictwa.

## Ważniejsze projekty i realizacje
Autor projektów wystaw i ekspozycji targowych, m.in.:
- 1990 – adaptacji projektu nowego skrzydła Muzeum Narodowego w Poznaniu, pierwotnie zaprojektowanego na przełomie lat 60. i 70. przez warszawskiego architekta Mariana Trzaskę,[5][8]
- 1987 – projektu ekspozycji historycznej w Muzeum Początków Państwa Polskiego w Gnieźnie „Cystersi w Polsce i Europie”,
- 1978 – wspólnie z Jarosławem Maszewskim, autor projektu ekspozycji archeologicznej oraz wnętrz w zamku renesansowym w Świdnicy koło Zielonej Góry,
- 1977 – projektu ekspozycji „Chemia” na Targach Krajowych w Poznaniu,
- 1986 – projektu kompleksu handlowego dla „Polintersportu”,
- 1986 – projektu kawiarni plenerowej dla przedsiębiorstwa „Wilczyna” (1986),
- 1986 – projektu miasteczka handlowego i wystawy rolniczej dla dożynek w Szamotułach,
- 1985 – projektu kawiarni plenerowej dla „Społem”,
- 1984 – projektu ekspozycji handlowej „Zabawki” na Jesiennych Targach Krajowych w Poznaniu,
- 1984 – projektu dla Muzeum Armii Poznań – Małej Śluzy na Cytadeli w Poznaniu, w której zaprojektował także biura i zaplecze muzealne, a także ekspozycję historyczną „Opór narodowy 1939–1945 w Poznaniu”,
- 1981 – projektu ekspozycji handlowej „Meble” Zjednoczenia Przemysłu Meblarskiego,
- 1980 – projektu ekspozycji „Pedagodzy PWSSP” z okazji 60-lecia PWSSP w Poznaniu w Muzeum Narodowym,
- 1980 – projektu ekspozycji handlowej Tworzyw Sztucznych oraz wystawy problemowej „Społem” na Targach Krajowych,
- od 1975 – przez wiele lat autor scenografii Jarmarku Świętojańskiego w Poznaniu.[9]

## Odznaczenia
- Odznaka „Zasłużony Działacz Kultury”
- Złoty Krzyż Zasługi
- Złota Odznaka ZPAP
- Medal 100-lecia Odzyskania Niepodległości[10]